# Élection présidentielle cubaine de 2019
L'élection présidentielle cubaine de 2019 a lieu le 10 octobre 2019 afin d'élire au scrutin indirect le président de la République de Cuba et son vice-président.
Il s'agit de la première élection présidentielle cubaine depuis 1958, à la suite de l'adoption par référendum d'une nouvelle constitution en février. Le chef de l'État sortant Miguel Díaz-Canel et son adjoint Salvador Valdés Mesa sont reconduits pour cinq ans par l'Assemblée nationale.

## Contexte
La population de Cuba vote l'adoption d'une nouvelle constitution par référendum en février 2019 avec presque 87 % des voix. Le nouveau texte constitutionnel créé le poste de président de la République, le chef d'État de l’île étant jusqu'alors appelé président du conseil d'État. Le président cubain, de même que le vice-président et le secrétaire du parti, est élu pour cinq ans au scrutin indirect par les 605 membres de l'assemblée en leur sein. Le président élu nomme par la suite un Premier ministre, poste également créé par la nouvelle constitution. Le total de député est par ailleurs amené, à terme, à descendre à 474 et la composition du conseil d'État doit passer de 31 à 21 membres.
Le système électoral cubain ne permet pas à l'opposition de détenir de sièges au sein de l’Assemblée nationale

## Résultats
Le chef de l'État sortant, Miguel Díaz-Canel, est reconduit dans ses fonctions par l'Assemblée nationale face à 17 autres candidats. Son vice-président Salvador Valdés Mesa est également reconduit dans ses fonctions.

### Présidence
| Candidats                | Candidats                | Partis                   | Voix | %     |
| ------------------------ | ------------------------ | ------------------------ | ---- | ----- |
|                          | Miguel Díaz-Canel        | PCC                      | 579  | 99,76 |
|                          | Un autre candidat        | Un autre candidat        | 1    | 0,24  |
|                          | 16 autres candidats      | 16 autres candidats      | 0    | 0     |
|                          |                          |                          |      |       |
| Votes valides            | Votes valides            | Votes valides            | 580  | 100   |
| Total                    | Total                    | Total                    | 580  | 100   |
| Abstentions              | Abstentions              | Abstentions              | 19   | 3,17  |
| Inscrits / participation | Inscrits / participation | Inscrits / participation | 599  | 96,83 |

### Vice-présidence
| Candidats                | Candidats                | Partis                   | Voix | %     |
| ------------------------ | ------------------------ | ------------------------ | ---- | ----- |
|                          | Salvador Valdés Mesa     | PCC                      | 569  | 94,99 |
|                          | Autres candidats         | Autres candidats         | 11   | 5,01  |
|                          |                          |                          |      |       |
| Votes valides            | Votes valides            | Votes valides            | 580  | 100   |
| Total                    | Total                    | Total                    | 580  | 100   |
| Abstentions              | Abstentions              | Abstentions              | 19   | 3,17  |
| Inscrits / participation | Inscrits / participation | Inscrits / participation | 599  | 96,83 |